# 841
Cette page concerne l'année 841  du calendrier julien. Pour l'année 841 av. J.-C., voir 841 av. J.-C.
L'année 841 est une année commune qui commence un samedi.

## Événements
- Mars : selon Nithard, la Seine ayant débordé, « les gués sont devenus partout impraticables », « le comte de Paris Gérard a détruit les ponts qu’il a rencontré ». À Rouen, Charles le Chauve réquisitionne des navires et forme un pont de bateaux pour faire traverser son armée[1].
- 30 mars : sac d'Ossero sur la côte Dalmate. Au début du printemps, les Vénitiens lancent soixante navires contre les musulmans établis à Tarente. Ils sont détruits[2]. Les Arabes répliquent par des raids sur Ancône et sur la côte Dalmate jusqu’à Cattaro[3]. De nouveau vaincus sur mer, les Vénitiens décident de se doter de leur propre flotte de guerre.
- Avril[4] : Nominoë, qualifié tour à tour de duc des Bretons, duc en Bretagne, de duc de toute la Bretagne, de prince de Bretagne et de prince de toute la Bretagne, prête serment au roi de Francie occidentale Charles le Chauve.
- 7 - 12 mai : Lothaire Ier ne se présente pas à la diète d'Attigny où il doit signer un nouveau traité de partage avec ses frères. Il fait alliance contre eux avec Pépin II d'Aquitaine. Charles traite alors avec Louis de Bavière[5].
- 12 mai : Les Vikings, avec à leur tête Oscherus (en Norrois Asgeirr) et qui commencent à faire de fréquentes incursions dans la vallée de la Seine, prennent Rouen.
- 13 mai : Louis le Germanique force le passage du Rhin défendu par Adalbert, duc de Metz, qui est tué, puis fait sa jonction avec Charles le Chauve près d'Auxerre[6].
- 14 mai : les Vikings, d'Oscherus ravagent, pillent et brûlent Rouen puis ils pillent les abbayes de Saint-Ouen et Jumièges. L'abbaye de Fontenelle (Saint-Wandrille) est épargnée moyennant le versement de six livres d'argent[7].
- 25 juin, bataille de Fontenoy-en-Puisaye près d’Auxerre : l'empereur Lothaire Ier est vaincu par ses frères Louis le Germanique et Charles le Chauve[8]. Bernard de Septimanie, après la victoire de Charles le Chauve, lui rend hommage à la condition qu’il soit disposé à donner à sa famille les bénéfices qu’il possédait en Bourgogne[9].
- 30 novembre : Dhuoda, marquise de Septimanie, épouse de Bernard de Septimanie, entreprend la rédaction du Manuel pour mon fils (Liber Manualis), manuel d’instruction civique et religieuse destiné à son fils aîné Guillaume, placé auprès de Charles le Chauve (fin le 2 février 843)[10].
- Hiver 841 - 842 : début de la révolte Stellinga des paysans et serfs saxons contre leurs maîtres. Elle échoue, réprimée pendant l'été et l'automne 842 par Louis le Germanique[11].

- Les Vikings danois Harald et Hemming sont sur l'île de Walcheren à l'embouchure de l'Escaut (Zélande). Le Normand Rorik s’installe autour de Dorestad[12]. Il prendra le titre de duc.
- Les Vikings danois Halfdan et Sigfried ravagent le Lindsey, l'Est-Anglie et le Kent en Angleterre[13].
- Fondation de Limerick par le norvégien Turgeis[13].
- Capoue est détruite par des mercenaires sarrasins envoyé par le duc de Bénévent Radalgis. Les habitants se réfugient sur la colline de Sicopoli, à proximité[14].
- Révolte des Slaves du Péloponnèse contre Byzance[15].
- Persécution des Pauliciens par Théodora[16].